# 필라르투코투코
필라르투코투코(Ctenomys pilarensis)는 투코투코과에 속하는 설치류의 일종이다. 파라과이 남부 녬부쿠 주와 미시오네스 주 그리고 필라르 시 동부 지역에서 발견된다. 모래 토양 지역에서 서식한다. 소수의 고립된 개체군 속에서 발견되며, 서식지가 농경지로 전환되고 해충으로 간주되기 때문에 종 생존이 위협받고 있다. 핵형은 2n=48 또는 50이고, FN=50이다.